# キム・ヨナ
キム・ヨナ（김연아、1990年9月5日 - ）は、2000年代から2010年代にかけて活躍した大韓民国のフィギュアスケート選手（女子シングル）。2010年バンクーバーオリンピック金メダリスト。2014年ソチオリンピック銀メダリスト。フィギュアスケート競技における史上初のスーパースラム達成者。

## 人物
1990年9月5日、京畿道富川市で生まれる。本貫は慶州金氏。家族は両親と3歳上の姉がいる。京畿道軍浦市に移り、地元の道蔵中学校、修理（スリ）高校にて学ぶ。2009年3月より高麗大学校に在籍。2010年4月に設立された母親パク・ミヒが代表取締役を務めるマネジメント会社「オール・ザッツ・スポーツ (AT SPORTS)」に所属した。カトリック教徒で、ステラという洗礼名を持つ。2022年10月にForestellaのコ・ウリムとソウルのホテルで結婚式を挙げた。

### 人気と影響力
韓国では「国民の妹」、「フィギュア・クイーン」、「フィギュアの妖精」と呼ばれている。
キム・ヨナの活躍により韓国ではフィギュアスケートの人気が高まった。韓国のフィギュア選手登録者は、2006年の237人から2009年には348人に増えた。
2009年世界フィギュアスケート選手権で初優勝した際には、米フォーブス誌に「韓国で最も影響力ある有名人」に選ばれた。2010年4月には『タイム』誌のオンライン投票「世界で最も影響力のある100人」のヒーロー部門で2位に選ばれた。2010年8月に行われたNHKと韓国KBSによる日韓市民意識調査によれば「相手国人で思い浮かべる人物」の6位(3%)に選ばれている。同年8月、韓国系米国人が最も多く居住するロサンゼルスを訪問することを記念し、ロサンゼルス市議会は8月7日を「キム・ヨナの日」と定めた。

### 競技外の活動
韓国のフィギュアスケートを振興するため、後輩の強化・育成活動に参画し、賞金等の寄付を行なっている。ボランティア活動や、慈善活動や寄付も積極的に行っている。2010年7月からはユニセフの親善大使を務めている。2018年冬季五輪平昌招致委員会の広報大使も務めた。2011年7月6日の国際オリンピック委員会総会の最終プレゼンテーションでスピーチし、平昌招致決定に貢献し、平昌スペシャルオリンピックの広報大使としても積極的な広報活動を行った。
2010年4月20日、本人が株主として参画した株式会社「オール・ザッツ・スポーツ (AT SPORTS)」を設立した。
2011年5月より自身が司会を務めるバラエティ番組「キム・ヨナのKiss & Cry（朝: 김연아의 키스 & 크라이）」（韓国SBS放送）を始めた。

## 技術・演技

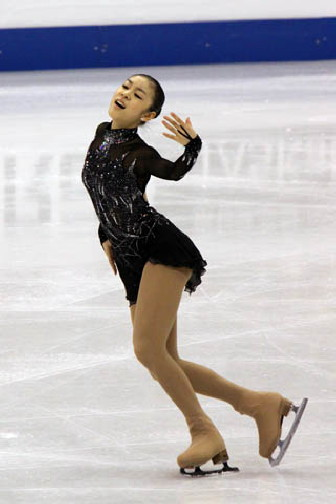
2009年世界選手権で「死の舞踏」を演じるキム・ヨナ

技術面・表現面を高いレベルで兼ね備え、ジュニア時代から引退まで、出場した全ての試合で表彰台に上がり続けた。
技術面においては、スピード感溢れるスケーティングや各要素万遍ない質の高さが強みとされディック・バトンは、技術的側面で女子フィギュアスケートをリードしてきたと評価する。
他方、芸術面においては「指先の微妙な動きと豊かな表情」など作品性のある演技が特徴として挙げられ、2010年バンクーバーオリンピックでは演技構成点で9点台、休養から復帰後の2013年の世界選手権では演技構成点の中の動作/身のこなし（Performance / Execution, 略記号: PE）や曲の解釈（Interpretation, 略記号: IN）などで10点満点を得た。
キム・ヨナ自身は理想のスケーターにミシェル・クワンの名前を挙げ、長野オリンピックのクワンの演技に感動して自身も表現力の強化に力を注いできたと語る。
ISUジャッジングシステムのもとで行われた主要国際競技会において、女子シングルで初めて200点台を獲得（2009年世界選手権）、翌2010年バンクーバー五輪でマークしたショートプログラム (SP)、フリースケーティング (FS)、総合得点のパーソナルベストは当時歴代最高得点として2012年にギネス世界記録として登録された。

### ジャンプ
12歳までに5種類の3回転ジャンプをマスター、ジャンプのスケールは男子並みと評されることもある。プログラムの冒頭には基礎点の高い3Lz-3Tを用い、また両立が難しいとされるルッツ、フリップの2種類のジャンプをSPから組み込むことで、他選手をリードするスコアを獲得する構成となっている。
反面、ループジャンプの成功率が高くないため、2009年世界フィギュアスケート選手権時よりプログラムでの使用を断念し、以後は失敗率の低いダブルアクセルに変更された。前述のフリップジャンプについてもキャリア初期には踏切違反の癖があり、2008-2009シーズンにアテンション (!) を数回つけられた「悪縁」など懸念とされていたが、コンビネーションジャンプの起点をより基礎点の高いルッツに置き換えるなど対策を講じたことで矯正に成功。以後、踏み切り違反がとられたのは休養復帰後の2013年世界選手権SPでの1度のみであった。

### 出来栄え点
技の出来栄えを評価するGOE (Grade of Execution) で他選手をリードする大きな加点を得ることが多い。例えばバンクーバーオリンピックのFSではGOE合計で全選手中最高の17.40点の加点を得て圧勝した。2013年世界選手権でも16.51点（バンクーバー時と比較して見かけは0.89点だけGOEが低下しているが、実際はGOE係数が当時から変更されているのが原因である。GOE3点は7個から33個にむしろ増加している）を獲得している。

### ルール改正による影響
バンクーバーオリンピックの翌シーズンからFSにおいて2A（ダブルアクセル）に回数制限がかかるルール改正が行われた。前述のとおり、苦手とするトリプルループをダブルアクセルに置き換えることで弱点を補ってきたキム・ヨナは、この改正によりその他のジャンプ構成にも手をいれざるをえなくなる。結果、これまでの2A-3Tを3S-2Tに置き換えた構成をとるも、これにより演技全体の基礎点は2点近く下がることとなった。4年後のソチオリンピックにおいては、キム・ヨナの苦手としたループジャンプを含めた5種のトリプルジャンプを満遍なく成功させたアデリナ・ソトニコワが金メダルを手にしたが、両者の明暗を分けたものはこの基礎点の差であったと見る分析もある。

## 経歴

### ジュニア時代
5歳でスケートを始めた。7歳の時にコーチから「才能がある」と言われ、本格的にスケートを始めた。決して裕福とはいえない家庭であったが、両親は費用を惜しまず姸兒をアメリカなどにスケート留学させた。母親はキム・ヨナの運転手兼マッサージ師兼鬼コーチ兼英語の教師として、一日16時間練習に付き添った。2002年トリグラフトロフィーノービスクラスで国際競技会初優勝。だが小学校6年生頃には練習の辛さと足首の靭帯の怪我と父親の会社の経営悪化が重なり、スケートを辞めることを考えたという。2003年韓国選手権では史上最年少（12歳）での優勝を果たし、神童と呼ばれた。2004-2005シーズンよりジュニアクラスに上がり、ISUジュニアグランプリに参戦する。JGPブダペストで優勝、JGPハルビンで2位となる。JGPファイナルと世界ジュニア選手権では、いずれもライバルの浅田真央に次ぐ2位となる。2005-2006シーズン、JGPスケートスロバキア、JGPソフィア杯、JGPファイナルと勝ち続け、世界ジュニア選手権でも優勝。この活躍によりIMG系列のマネジメント会社「IMGコリア」との契約に成功、経済的支援を受けられるようになった。

### シニア以降

#### バンクーバー五輪まで

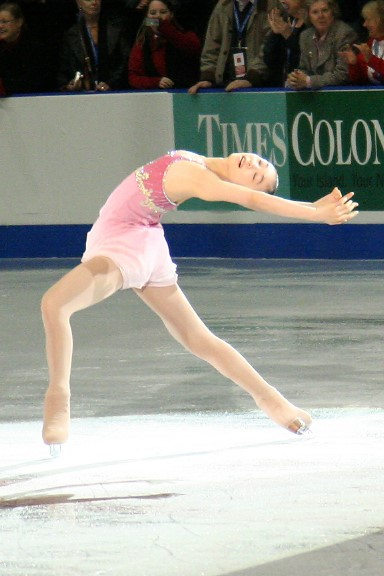
2006年スケートカナダ

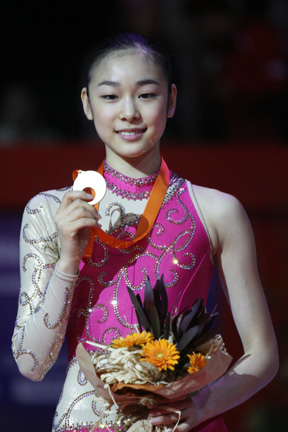
2007GPファイナル

2006-2007シーズンからはISUグランプリシリーズに参戦。2戦目のエリック・ボンパール杯でGPシリーズ初優勝を飾り、GPファイナルでSP3位から逆転して初出場初優勝を果たした。しかし12月初旬から軽度の椎間板ヘルニアによる腰痛が酷くなり、国内選手権や冬季アジア大会を欠場した。世界選手権では、SPでISU歴代最高得点を記録して首位に立った。しかし、FSでは得点が伸びず、総合順位は3位となった。2007年初めからカナダに拠点を移し、ブライアン・オーサーにコーチを変更した。オーサーのほか、デヴィッド・ウィルソンを振付師に、トレイシー・ウィルソンをスケーティングと表現力のコーチとするチームを組む。なお、オーサーにとってはキム・ヨナがコーチ転向後初の教え子である。オフシーズンには弱点である体力を強化するためのトレーニングに多くの時間を割いたという。また、「IMGコリア」とは2010年末までの長期契約を結んでいたが、契約を解除しIBスポーツと契約した。
2007-2008シーズン、GPシリーズ中国杯、ロシア杯と2連勝。ロシア杯のFSではIJS（ISUジャッジングシステム）の女子シングル歴代世界最高得点を記録した。GPファイナルでも2連覇を達成した。韓国で開催された四大陸選手権は怪我のため欠場した。世界選手権では、SPは5位と出遅れたものの、FSで追い上げ2年連続の3位になった。

2008-2009シーズン、長年悩まされていた腰痛と股関節痛が完治し、万全の状態でシーズンに臨んだ。GPシリーズスケートアメリカ、中国杯は他の出場選手に大差をつけて連勝した。地元の韓国で開催されたGPファイナルでは浅田真央に逆転され2位に終わった。四大陸選手権はSPで当時のISU歴代最高得点を更新し、初優勝を果たした。世界選手権ではSPで再びISU歴代最高得点を更新、2位に大きく差を付ける76.12点をマークした。FSでは後半のサルコウジャンプが抜け最後のスピンもノーカウントになる大きなミスを犯すもシーズン初の130点台を出し、総合得点は女子国際大会史上初めて200点の大台に達し初優勝。なお、同大会の開幕直前のTVのインタビューで「これまで競争相手の選手に試合直前の練習を妨害されてきた」と発言したことから騒動となった。

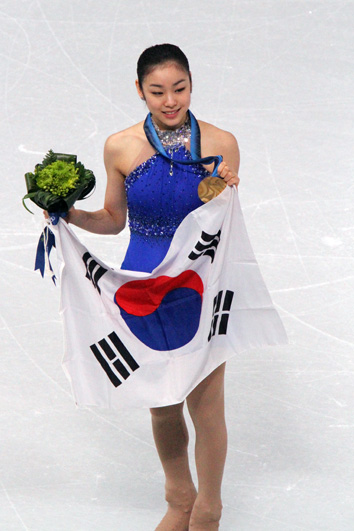
バンクーバー五輪

2009-2010シーズン、3回転-3回転を今までのフリップ-トゥループからルッツ-トゥループに変更。GPシリーズエリック・ボンパール杯ではSPで76.08点をマーク。FSでは3回転フリップを跳ばないミスがあったがFS、総合得点共にISU歴代最高得点を更新し優勝した。スケートアメリカではSPのISU歴代最高得点を更新、FSでは3回転フリップで転倒するなどの大きなミスがあり、FSでは2位。SPで2位のレイチェル・フラットに大差を付けていたため総合得点では1位となった。GPファイナルではミスが続き、安藤美姫に続く2位スタートとなった。FSでもミスが続いたが総合得点で安藤を上回り、2年ぶり3度目の優勝を果たした。バンクーバーオリンピックでは、SP・FSともにISUジャッジングシステムでの歴代最高得点を更新して金メダルを獲得した。
五輪後、世界選手権では浅田真央に敗れ銀メダルとなった。SPではジャンプ、スピン、スパイラルでミスが続き精彩を欠いた演技で7位。FSでも転倒やジャンプが抜けるなどのミスが続いたがGOEやPCSで大きな点を得て1位となり、総合2位へと巻き返した。

#### ソチ五輪まで

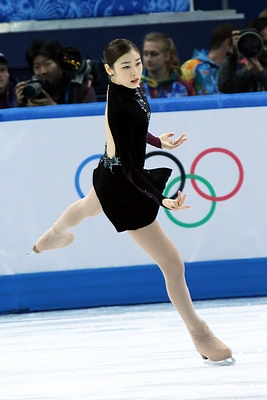
ソチ五輪での演技

2010年8月23日、オーサーの所属事務所のIMGが二人の師弟関係の解消を発表し、世界中のメディアが大々的に報道した。オーサーは8月2日に理由を告げられることなく契約を解除されたと報じられた。
しかし、キム側はこれを否定、互いに非難し合う事態になった。新コーチにはミシェル・クワンの義兄にあたるピーター・オペガードが就任した。
1年1ヶ月ぶりの実戦復帰となった2011年の世界選手権では、オリンピックチャンピオンとして注目されたものの、SPで1位を取るもFSではジャンプにミスが重なって2位となり、総合でも優勝の安藤美姫に敗れ2位、5年連続の表彰台となった。なお、獲得賞金の約220万円は、東日本大震災の被災者支援のため国際連合児童基金に寄付した。
2011-2012シーズンは休養のため全試合を欠場。2012-2013シーズン、小学生時代に教わっていた申恵淑を新コーチに迎えての再出発となった。
2012年12月NRW杯で1年8ヶ月ぶりに競技会に復帰し、参考成績ながらSP72.27点、FS129.34点、総合201.61点の高得点を出して優勝した。2013年1月5日に開かれた韓国フィギュアスケート選手権では、GOEで加点され、ほとんどのジャッジが2点以上付けた結果、210.77点で優勝した。世界選手権では復帰後初の大舞台での演技内容に注目が集まる中、本人は「目標は10位以上」（来年のソチオリンピックで韓国選手に出場2枠を確保するのに必要な順位）としていたが、蓋を開けてみればSP、FS共に1位を獲得、総合では2位以下に20点以上の大差をつけ4年ぶり2度目の優勝を果たした。
2013-2014シーズン、スケートカナダとエリック・ボンパール杯に出場を予定していたが、中足骨に軽い損傷が見つかり全治6週間の診断を受けたために欠場を発表した。ソチオリンピックの前には、韓国国内において「ジャンプや身動きなど、全ての部分でレベルが違う」「ジャンプ一つを見てもキム・ヨナがプロバレーボール選手のようなジャンプだとすると、浅田真央は学生のジャンプだ」といった煽るような報道が頻発し、そういう状況を懸念する報道も出ていた。
ソチオリンピックの期間中には、キムより基礎点 (Base Value) が高く高得点が期待出来るユリア・リプニツカヤが団体戦金メダルに貢献したためライバル視されたが、キム・ヨナは現地到着後のインタビューで「リプニツカヤが優勝するというような雰囲気があるのはよくない。私も人間ですので。」と牽制し、カロリーナ・コストナーや日本の団体出場選手などを念頭に「日本とかイタリアの選手じゃなくてよかったと思った。」と団体戦不出場のメリットも強調した。
2014年2月20日ソチオリンピック女子シングル、SPでは1位になるも、FSでアデリナ・ソトニコワに逆転されて銀メダルとなり、史上3人目となるオリンピック連覇は達成できなかった。この試合結果は驚きをもって迎えられ、直後からカート・ブラウニング、カタリナ・ヴィット、ディック・バトンらスケート界の重鎮がキムを支持するコメントを出す一方、スポーツニュース媒体では両者の演技を詳細に分析する記事が掲載されるなど、世間の注目を集めた。
キム自身は「すっきりした気持ちが一番大きかった。引退前の最後の競技をミスせずに終えたことに満足している」と語り改めて引退を表明し、翌日のエキシビジョンでジョン・レノンの「イマジン」での演技をもって競技生活を終えた。

### アイスショー出演
- 2006年9月 スーパースターズ・オン・アイス（Super Stars On Ice） - （大韓民国、 現代カード提供）
- 2007年7月 ドリーム・オン・アイス（Dream On Ice） - （日本）
- 2007年8月 第18回マリポーサチャリティーガラショー（18th Mariposa Skating Charity Gala） - （カナダ）
- 2008年5月 フェスタ・オン・アイス （Festa On Ice） - （大韓民国、 KCCスウィチェン提供）
- 2008年12月 エンジェルス・オン・アイス（Angels On Ice） - （大韓民国、 国民銀行提供）
- 2009年4月 フェスタ・オン・アイス （Festa On Ice） - （大韓民国、 KCCスウィチェン提供）
- 2009年8月 アイスオールスターズ （Ice All Stars） - （大韓民国、 サムスンエニーコール・ハウゼン提供）
- 2010年4月 フェスタ・オン・アイス （Festa On Ice） - （大韓民国、 KCCスウィチェン提供）
- 2010年7月 オールザットスケートサマー 2010（All that Skate Summer 2010） - （大韓民国、 サムスンハウゼン提供）
- 2010年10月 オール・ザット・スケートロサンゼルス（All that Skate Los Angeles） - （アメリカ、 大韓航空提供）
- 2011年5月 オール・ザット・スケートスプリング 2011（All that Skate Spring 2011） - （大韓民国、 KCCスウィチェン提供）
- 2011年8月 オールザットスケートサマー 2011（All that Skate Summer 2011） - （大韓民国、 サムスンギャラクシー 、 ハウゼン提供）
- 2011年10月 第41回イブニング・ウィズ・チャンピオンズ慈善アイスショー（41st An Evening with Champions） - （米国）
- 2012年5月 オール・ザット・スケートスプリング2012 （All that Skate Spring 2012） - （大韓民国、 E1提供）
- 2012年6月 アチストゥリ・オン・アイス2012（Artistry on Ice 2012） - （中国）
- 2012年8月 オールザットスケートサマー2012 （All that Skate Summer 2012） - （大韓民国、 サムスン電子提供）
- 2013年6月 オール・ザット・スケート2013 （All that Skate 2013） - （大韓民国、 サムスンギャラクシー 、スマートエアコン提供）
- 2014年5月 オール・ザット・スケート2014 （All that Skate 2014） - （大韓民国、 サムスンギャラクシー 、スマートエアコン提供）

## 訴訟・抗議

### エッジエラー判定への抗議
2008年中国杯でエッジエラーと判定されたが、ブライアン・オーサーコーチは「このままやり過ごせない。公式抗議が難しいなら非公式ルートででも問題を提起したい」と反発。また、イ・ジヒ国際審判は「キム・ヨナのフリップジャンプシーンを見るとややアウトエッジで跳んだようだ。‘注意’程度で十分だが、‘ロングエッジ’の判定はちょっと厳しい。私がその場にいたならば抗議しているだろう」と述べている。その後はエラーとは判定されなかったものの、休養後の2013年世界フィギュアスケート選手権のSPにおいてエッジエラーと判定された。これについてキムは、大会直後に「以前にも（ロングエッジ判定を受けた）経験があり、正直、腹が立ったが無視した」とコメントしている。

### 国際スケート連盟への提訴
2014年3月21日、ソトニコワが金メダルを獲得したソチ五輪フィギュアスケート女子に関し、大韓体育会は韓国スケート連盟と連名で国際スケート連盟の懲戒委員会に提訴する方針を発表。採点への異議を申し立てるのではなく、審判にロシア連盟幹部の妻が含まれており競技直後にソトニコワと抱き合っていた点、過去に資格停止処分を受けたことがあるウクライナの審判が含まれていた点などが、国際スケート連盟の倫理規定に違反している点があると主張した。キムも「ISU懲戒委員会に提訴した決定を尊重し、その意思を謙虚に受け止める」と同調して提訴は実施され、4月16日にISUは受理したが、6月4日に「審判の行動に不審な点はなく、誤審も存在しない。ソトニコワの金、キム・ヨナの銀に変更はない」として棄却された。

### IBスポーツとIMGコリア
- 「IMGコリア」とは2010年末までの長期契約を結んでいたが、母親が「管理がおろそかだ」と一方的に契約解除を通告し、IBスポーツと契約した。これを巡っては訴訟沙汰に発展し[96]、キムの所属を巡って、2007年4月よりIBスポーツとIMGコリアとの間で争われた[97]。
- 2010年11月、キム・ヨナは以前所属していたマネジメント会社IBスポーツに対し、未払い金として約6000万円を請求した。

### 日本の報道に対する抗議
- キムのマネジメント会社All That Sports社が日本テレビの「真相報道 バンキシャ!」の練習の様子に関する放映が隠し撮りだとして抗議書簡を送り、日本スケート連盟や国際スケート連盟 (ISU) にも公式に制裁を要請することを通知した[98]。
- 2013年4月10日、所属事務所All That Sports社が、採点についての疑問を著書として発表した日本のフリーライターを相手取って損害賠償などを求める提訴の検討に入ったことが判明した[99]。

### 名誉棄損
- 2012年6月、高麗大学の教職課程で高校生向けの教育実習を実施した内容に対して、延世大教授の黄相旻がラジオで批判。キムは侮辱されたとして、教授を名誉毀損で告訴した[100]が、6月15日に告訴を取り下げた[101]。

## 競技成績

### ISUパーソナルベストスコア
- SP - ショートプログラム、FS - フリースケーティング
- TSS - 部門内合計得点（英: Total segment score）は太字
- TES - 技術要素点（英: Technical element score）、PCS - 演技構成点（英: Program component score）

| 部門 | 種類 | 得点   | 大会                           |
| ---- | ---- | ------ | ------------------------------ |
| 総合 | TSS  | 228.56 | 2010年バンクーバーオリンピック |
| SP   | TSS  | 78.50  | 2010年バンクーバーオリンピック |
| SP   | TES  | 44.70  | 2010年バンクーバーオリンピック |
| SP   | PCS  | 35.89  | 2014年ソチオリンピック         |
| FS   | TSS  | 150.06 | 2010年バンクーバーオリンピック |
| FS   | TES  | 78.30  | 2010年バンクーバーオリンピック |
| FS   | PCS  | 74.50  | 2010年バンクーバーオリンピック |

### 主な戦績
- GP - ISUグランプリシリーズ
- JGP - ISUジュニアグランプリシリーズ
- J - ジュニアクラス
- N - ノービスクラス

| 大会名                    | 2006–07 | 2007–08 | 2008–09 | 2009–10 | 2010–11 | 2012–13 | 2013–14 |
| ------------------------- | ------- | ------- | ------- | ------- | ------- | ------- | ------- |
| オリンピック              |         |         |         | 1位     |         |         | 2位     |
| 世界選手権                | 3位     | 3位     | 1位     | 2位     | 2位     | 1位     |         |
| 四大陸選手権              |         |         | 1位     |         |         |         |         |
| GP ファイナル             | 1位     | 1位     | 2位     | 1位     |         |         |         |
| GP エリック・ボンパール杯 | 1位     |         |         | 1位     |         |         |         |
| GP スケートアメリカ       |         |         | 1位     | 1位     |         |         |         |
| GP スケートカナダ         | 3位     |         |         |         |         |         |         |
| GP 中国杯                 |         | 1位     | 1位     |         |         |         |         |
| GP ロシア杯               |         | 1位     |         |         |         |         |         |
| ゴールデンスピン          |         |         |         |         |         |         | 1位     |
| NRW杯                     |         |         |         |         |         | 1位     |         |
| 韓国選手権                |         |         |         |         |         | 1位     | 1位     |

| 大会名                 | 2001–02 | 2002–03 | 2003–04 | 2004–05 | 2005–06 |
| ---------------------- | ------- | ------- | ------- | ------- | ------- |
| 世界ジュニア選手権     |         |         |         | 2位     | 1位     |
| JGP ファイナル         |         |         |         | 2位     | 1位     |
| JGP ソフィア杯         |         |         |         |         | 1位     |
| JGP スケートスロバキア |         |         |         |         | 1位     |
| JGP ブダペスト         |         |         |         | 1位     |         |
| JGP ハルビン           |         |         |         | 2位     |         |
| ゴールデンベア         |         |         | 1位 N   |         |         |
| トリグラフトロフィー   | 1位 N   |         |         |         |         |
| 韓国選手権             | 1位 J   | 1位     | 1位     | 1位     | 1位     |

### 詳細
| 2013-2014 シーズン  |                                      |         |          |          |
| 開催日              | 大会名                               | SP      | FS       | 結果     |
| 2014年2月6日 - 22日 | ソチオリンピック（ソチ）             | 1 74.92 | 2 144.19 | 2 219.11 |
| 2014年1月3日 - 5日  | 韓国フィギュアスケート選手権（高陽） | 1 80.60 | 1 147.26 | 1 227.86 |
| 2013年12月5日 - 8日 | 2013年ゴールデンスピン（ザグレブ）   | 1 73.37 | 1 131.12 | 1 204.49 |

| 2012-2013 シーズン   |                                                |         |          |          |
| 開催日               | 大会名                                         | SP      | FS       | 結果     |
| 2013年3月10日 - 17日 | 2013年世界フィギュアスケート選手権（ロンドン） | 1 69.97 | 1 148.34 | 1 218.31 |
| 2013年1月4日 - 6日   | 韓国フィギュアスケート選手権（ソウル）         | 1 64.97 | 1 145.81 | 1 210.77 |
| 2012年12月4日 - 9日  | 2012年NRW杯（ドルトムント）                    | 1 72.27 | 1 129.34 | 1 201.61 |

| 2010-2011 シーズン     |                                                |         |          |          |
| 開催日                 | 大会名                                         | SP      | FS       | 結果     |
| 2011年4月25日 - 5月1日 | 2011年世界フィギュアスケート選手権（モスクワ） | 1 65.91 | 2 128.59 | 2 194.50 |

| 2009-2010 シーズン    |                                                            |         |          |          |
| 開催日                | 大会名                                                     | SP      | FS       | 結果     |
| 2010年3月22日 - 28日  | 2010年世界フィギュアスケート選手権（トリノ）               | 7 60.30 | 1 130.49 | 2 190.79 |
| 2010年2月14日 - 27日  | バンクーバーオリンピック（バンクーバー）                   | 1 78.50 | 1 150.06 | 1 228.56 |
| 2009年12月3日 - 6日   | 2009/2010 ISUグランプリファイナル（東京）                  | 2 65.64 | 1 123.22 | 1 188.86 |
| 2009年11月12日 - 15日 | ISUグランプリシリーズ スケートアメリカ（レークプラシッド） | 1 76.28 | 2 111.70 | 1 187.98 |
| 2009年10月15日 - 18日 | ISUグランプリシリーズ エリック・ボンパール杯（パリ）       | 1 76.08 | 1 133.95 | 1 210.03 |

| 2008-2009 シーズン    |                                                      |         |          |          |
| 開催日                | 大会名                                               | SP      | FS       | 結果     |
| 2009年3月23日 - 29日  | 2009年世界フィギュアスケート選手権（ロサンゼルス）   | 1 76.12 | 1 131.59 | 1 207.71 |
| 2009年2月2日 - 8日    | 2009年四大陸フィギュアスケート選手権（バンクーバー） | 1 72.24 | 3 116.83 | 1 189.07 |
| 2008年12月10日 - 14日 | 2008/2009 ISUグランプリファイナル（高陽）            | 1 65.94 | 2 120.41 | 2 186.35 |
| 2008年11月5日 - 9日   | ISUグランプリシリーズ 中国杯（北京）                 | 1 63.64 | 1 128.11 | 1 191.75 |
| 2008年10月23日 - 26日 | ISUグランプリシリーズ スケートアメリカ（エバレット） | 1 69.50 | 1 123.95 | 1 193.45 |

| 2007-2008 シーズン    |                                                  |         |          |          |
| 開催日                | 大会名                                           | SP      | FS       | 結果     |
| 2008年3月17日 - 23日  | 2008年世界フィギュアスケート選手権（ヨーテボリ） | 5 59.85 | 1 123.38 | 3 183.23 |
| 2007年12月13日 - 16日 | 2007/2008 ISUグランプリファイナル（トリノ）      | 1 64.62 | 2 132.21 | 1 196.83 |
| 2007年11月22日 - 25日 | ISUグランプリシリーズ ロシア杯（モスクワ）       | 1 63.50 | 1 133.70 | 1 197.20 |
| 2007年11月7日 - 11日  | ISUグランプリシリーズ 中国杯（ハルビン）         | 3 58.32 | 1 122.36 | 1 180.68 |

| 2006-2007 シーズン    |                                                           |         |          |          |
| 開催日                | 大会名                                                    | SP      | FS       | 結果     |
| 2007年3月19日 - 25日  | 2007年世界フィギュアスケート選手権（東京）                | 1 71.95 | 4 114.19 | 3 186.14 |
| 2006年12月14日 - 17日 | 2006/2007 ISUグランプリファイナル（サンクトペテルブルク） | 3 65.06 | 1 119.14 | 1 184.20 |
| 2006年11月17日 - 19日 | ISUグランプリシリーズ エリック・ボンパール杯（パリ）      | 1 65.22 | 1 119.32 | 1 184.54 |
| 2006年11月2日 - 5日   | ISUグランプリシリーズ スケートカナダ（ビクトリア）        | 1 62.68 | 4 105.80 | 3 168.48 |

| 2005-2006 シーズン    |                                                            |          |         |          |          |
| 開催日                | 大会名                                                     | 予選     | SP      | FS       | 結果     |
| 2006年3月6日-12日     | 2006年世界ジュニアフィギュアスケート選手権（リュブリャナ） | 1 107.52 | 1 60.86 | 1 116.68 | 1 177.54 |
| 2005年11月24日-27日   | 2005/2006 ISUジュニアグランプリファイナル（オストラヴァ）  | -        | 1 57.51 | 1 116.61 | 1 174.12 |
| 2005年9月29日-10月2日 | ISUジュニアグランプリ ソフィア杯（ソフィア）               | -        | 1 53.45 | 1 99.98  | 1 153.43 |
| 2005年9月1日-4日      | ISUジュニアグランプリ スケートスロバキア（ブラチスラヴァ） | -        | 1 58.63 | 1 110.20 | 1 168.83 |

| 2004-2005 シーズン   |                                                          |          |         |          |          |
| 開催日               | 大会名                                                   | 予選     | SP      | FS       | 結果     |
| 2005年2月28日-3月6日 | 2005年世界ジュニアフィギュアスケート選手権（キッチナー） | 1 102.98 | 6 48.67 | 2 110.26 | 2 158.93 |
| 2004年12月2日-5日    | 2004/2005 ISUジュニアグランプリファイナル（ヘルシンキ）  | -        | 2 51.27 | 3 86.48  | 2 137.75 |
| 2004年9月16日-19日   | ISUジュニアグランプリ ハルビン（ハルビン）               | -        | 4 38.87 | 1 92.35  | 2 131.22 |
| 2004年9月1日-5日     | ISUジュニアグランプリ ブダペスト（ブダペスト）           | -        | 1 47.23 | 1 101.32 | 1 148.55 |

## プログラム使用曲
| シーズン  | SP                                                                                 | FS | EX |
| --------- | ---------------------------------------------------------------------------------- | --- | --- |
| 2013-2014 | 悲しみのクラウン 作曲：スティーヴン・サンドハイム 振付：デヴィッド・ウィルソン     | アディオス・ノニーノ 作曲：アストル・ピアソラ 振付：デヴィッド・ウィルソン                                                     | イマジン 作曲：ジョン・レノン ボーカル：アヴリル・ラヴィーン 振付：デヴィッド・ウィルソン                                                                         |
| 2012-2013 | 映画『吸血鬼の接吻』より 作曲：ジェームズ・バーナード 振付：デヴィッド・ウィルソン | レ・ミゼラブル 作曲：クロード＝ミシェル・シェーンベルク 振付：デヴィッド・ウィルソン                                           | All of me ボーカル：マイケル・ブーブレ |
| 2010-2011 | ジゼル 作曲：アドルフ・アダン 振付：デヴィッド・ウィルソン                         | Homage to Korea 振付：デヴィッド・ウィルソン                                                                                   | ブレットプルーフ (Bulletproof) by ラ・ルー |
| 2009-2010 | 映画『ジェームズ・ボンド』より 作曲：ジョン・バリー 振付：デヴィッド・ウィルソン   | ヘ調の協奏曲 作曲：ジョージ・ガーシュウィン 振付：デヴィッド・ウィルソン                                                       | タイスの瞑想曲 作曲：ジュール・マスネ ドント・ストップ・ザ・ミュージック (Don't Stop the Music) by リアーナ                                                       |
| 2008-2009 | 『死の舞踏』より 作曲：カミーユ・サン＝サーンス 振付：デヴィッド・ウィルソン       | 『シェヘラザード』より 作曲：ニコライ・リムスキー＝コルサコフ 振付：デヴィッド・ウィルソン                                     | ゴールド ボーカル：リンダ・エダー オンリー・ホープ by マンディ・ムーア                                                                                            |
| 2007-2008 | オペレッタ『こうもり』より 作曲：ヨハン・シュトラウス2世                           | ミュージカル『ミス・サイゴン』より 作曲：クロード＝ミシェル・シェーンベルク                                                    | ジャスト・ア・ガール by ノー・ダウト ワンス・アポン・ア・ドリーム ミュージカル『ジキル&ハイド』より ボーカル：リンダ・エダー オンリー・ホープ by マンディ・ムーア |
| 2006-2007 | ロクサーヌのタンゴ 映画『ムーラン・ルージュ』より 作曲：クレイグ・アームストロング | 揚げひばり 作曲：レイフ・ヴォーン・ウィリアムズ                                                                                | リフレクション 映画『ムーラン』より ボーカル：クリスティーナ・アギレラ                                                                                            |
| 2005-2006 | ロクサーヌのタンゴ 映画『ムーラン・ルージュ』より 作曲：クレイグ・アームストロング | パパ、見守ってください 映画『愛のイエントル』より 作曲：ミシェル・ルグラン 演奏：イツァーク・パールマン & ジョン・ウィリアムズ | ワン・デイ・アイル・フライ・アウェイ 映画『ムーラン・ルージュ』より ボーカル：ニコール・キッドマン                                                                |
| 2004-2005 | 吹雪 作曲：ゲオルギー・スヴィリードフ                                              | パパ、見守ってください 映画『愛のイエントル』より 作曲：ミシェル・ルグラン 演奏：イツァーク・パールマン & ジョン・ウィリアムズ | ベンのテーマ 映画『ベン』より 作曲：ウォルター・シャーフ ボーカル：マイケル・ジャクソン                                                                           |
| 2003-2004 | 吹雪 作曲：ゲオルギー・スヴィリードフ                                              | 歌劇『カルメン』より 作曲：ジョルジュ・ビゼー                                                                                  | - |

## スポンサー等
- アシアナ航空[106]
- 国民銀行（2007年2月 - ）[107]
- 現代自動車[108]

## メディア出演等

### コマーシャル
- CJグループ - 「IVY Club」（学校制服）
- 国民銀行 - 「夏の少年と冬の少女」（企業イメージCM）
- LG生活健康 - 「シャフラン」（液状柔軟剤）
- 韓国ロッテ - 「アイシス」
- LGエレクトロニクス - 「DIOS」（冷蔵庫）
- 毎日乳業 「ESL 低脂肪乳」 - （牛乳）
- 韓国P&G - 「ウィスパー・セーフTゾーン」（生理用ナプキン）
- LG生活健康 - 「Lacvert」（基礎化粧品）
- 現代自動車 「ガチョウの夢」 - （企業イメージCM）
- サムスン電子 「Hauzen-風の女神」 - （エア・コンディショナー）
- ホームプラス ホームセンター[109]
- 現代自動車 「Blue drive」 - （企業イメージCM）
- サムスン電子 「ギャラクシーTab」 - （スマートフォン）

### モデル
- 「allure」（2007年5月号）[110]
- 「ceci」（2008年5月号）[111]。

- 韓国ナイキ 「NIKE WOMAN - This is love[112]」（スポーツウェア）
- 韓国3M 「Nexcare - ネクスケア」（救急絆創膏、防水パット）
- Tous Les Jours 「キム・ヨナのパン」[113]（パン）

### 関連書籍
- 朴美喜『아이의 재능에 꿈의 날개를 달아라』2008年、ISBN 9788993094145
- エッセイ集「キム・ヨナの7分ドラマ」2010年1月28日[38]

### 関連CD
- キム・ヨナ Fairy on the ICE - プログラム・ミュージック 2003-2008 (Universal Music)
- 「夢の冬」リナ・パーク＆キム・ヨナ（2011年5月19日、デジタル・シングルとして発売）
2018年韓国ピョンチャン冬季五輪誘致のためのデュエット
- 「氷の華」IU＆キム・ヨナ（2011年6月22日、デジタル・シングルとして発売）
SBSキム・ヨナのKiss & Cry（朝: 김연아의 키스 & 크라이）テーマ曲
- 「MOVE LIKE THIS」カン・ダニエル＆アン・ユジン(IVE)＆キム・ヨナ（2022年6月20日、デジタル・シングルとして発売）
イオン飲料「GATORADE」のキャンペーンソング

## 表彰
- 大韓民国国会大賞スポーツ部門大賞（2006年12月）
- 2006年度コカ・コーラスポーツ大賞MVP（2007年2月）
- 大韓体育会最優秀賞競技部門（2007年2月）
- 大韓民国体育賞競技部門最優秀選手（2009年10月）

## 広報大使
- 冬季五輪平昌招致広報大使（2010,2014,2018年）[114]
- 「韓国訪問の年」広報大使（2010-2012年）[115]
- 地上波テレビデジタル化広報大使（2009－2012年）[116]